# 蒲原站 (福岡縣)
蒲原站（日语：／ Kamahara eki */?）是位於福岡縣八女市大字立野，日本國有鐵道（國鐵）矢部線的鐵路車站（廢站）。

## 歷史
- 1958年（昭和33年）2月1日：車站啟用[1]。當時為客運車站[1]。
- 1985年（昭和60年）4月1日：隨著矢部線全線被廢除，此站也被廢除[1]。

## 車站構造
此站為無人車站，設有1面1線的單式月台。此站沒有站舍，於月台上設有候車處（該處設有長椅和上蓋）。

## 車站周邊
車站周邊設有許多塑料大棚，該處使用電照菊方式栽培菊花。

## 現狀
車站遺址變成了農地和道路。

## 相鄰車站
日本國有鐵道（國鐵）
矢部線
鵜池－蒲原－筑後福島

## 注腳
1. 1 2 3 4 5  石野哲 (编).  初版. JTB. 1998-10-01: 700. ISBN 978-4-533-02980-6 （日语）.

## 相關項目
- 日本鐵路車站列表 Ka